# Rio São Marcos
O rio São Marcos é um curso de água que divide os  estados de Minas Gerais e de Goiás, no Brasil, entre as cidades de Paracatu e Cristalina. A divisa entre os dois estados fica a 40 km de Paracatu e aproximadamente a 180 km de Brasília.
Nesse rio, da bacia do Alto Paraná, está em fase de implantação de barragem que se denominará AHE Serra do Facão, construída por Furnas.
Tal rio é importante nesta região de cerrado porque contribui grandemente para a irrigação, assim como seus afluentes, entre eles o Ribeirão Mundo Novo.

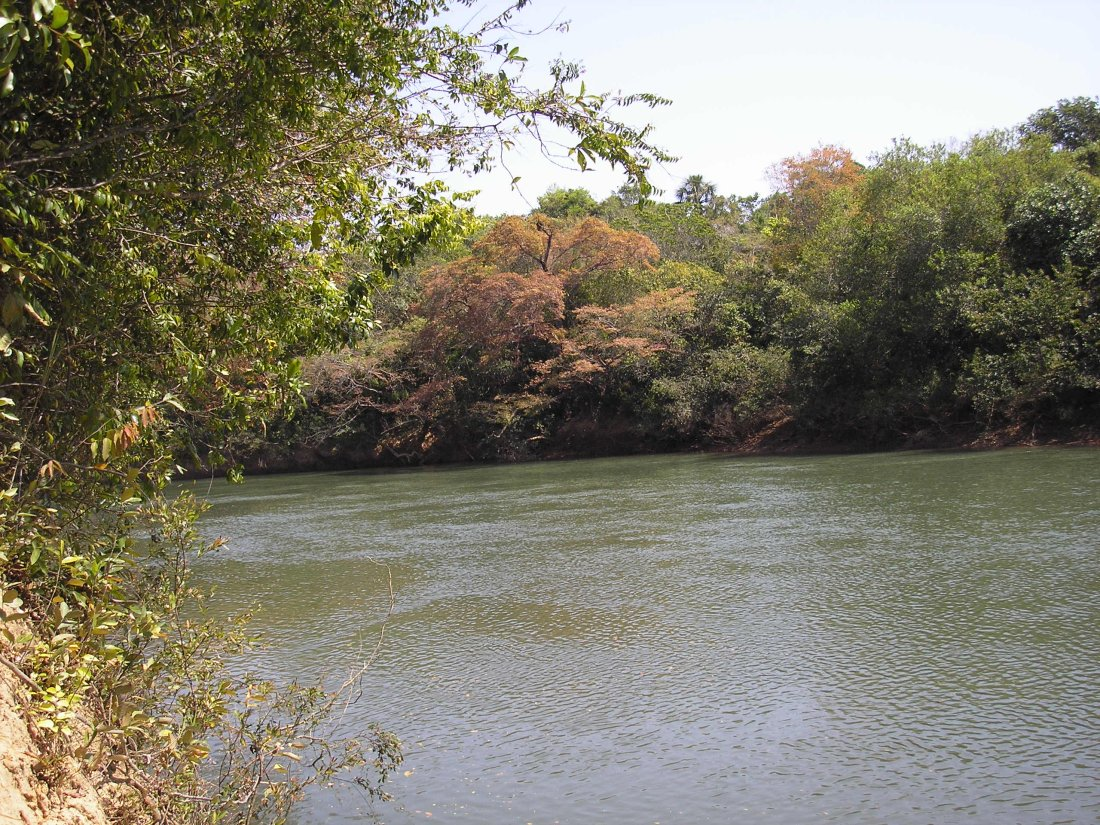
Região mineira do Mundo Novo, em Paracatu

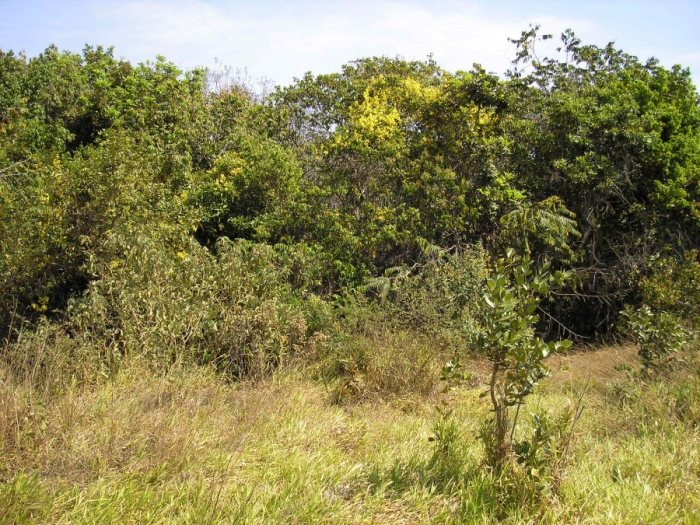
Área de Preservação Permanente ciliando o rio